# 矢野清香
矢野 清香（やの さやか、1991年4月24日 - ）は、日本の元グラビアアイドル、元タレントである。プラチナムプロダクションに所属していた。三重県四日市市出身。愛称はやのっち。

## 略歴
三重県立四日市四郷高等学校卒業。短大在学中に幼稚園教諭の二種免許を取得。卒業後は幼稚園の先生を目指していたが、地元を中心に行っていたモデル活動の延長線上でタレントになることを決意。2012年3月に上京しプラチナムプロダクションに入所する。
ミスヤングチャンピオン2012候補生やミスFLASH2013にエントリーしたが、いずれもファイナル進出は果たせなかった。
2015年9月3日、同年8月31日付でプラチナムプロダクションを退所し、芸能界を引退したことを発表。上京から3年5ヵ月で芸能活動を終えた。

## 人物
趣味は買い物、料理、テーマパークに行くこと。特技はバスケットボール、ピアノ。大晦日生まれの弟（2歳下）がいる。

## 作品

### 映像作品
- しっとりさやか（2012年7月20日、竹書房） - EAN 4985914414531。
- ささやかなギフト（2012年12月20日、イーネット・フロンティア） - EAN 4571369480728。
- さや果実（2013年4月20日、ラインコミュニケーションズ） - EAN 4529971405783。
- 清ら香 〜Kiyoraka〜（2013年10月26日、晋遊舎） - EAN 4519144138471。
- みすど mis*dol（2015年1月23日、M.B.Dメディアブランド） - EAN 4547770018560。

## 出演

### テレビ
- アイドルの穴〜日テレジェニックを探せ!〜（2012年4月7日、日本テレビ）
日テレジェニック2012候補生として参加するも、1回のみで脱落[1]。
- 解禁!暴露ナイト（2012年10月 - 2014年3月、テレビ東京）
- 法円坂ホラー研究会 谷町第二高等学校（2013年6月 - 2014年3月、BS-TBS）

### その他
- 藤商事イメージガール「FUJI★7 GIRLs」（2012年 - ）